# Kościół Najświętszego Serca Pana Jezusa w Małej Nieszawce
Kościół Najświętszego Serca Pana Jezusa w Małej Nieszawce – zabytkowa drewniana świątynia katolicka, dawniej mennonicka z końca XIX wieku, należący do parafii Najświętszego Serca Pana Jezusa w Małej Nieszawce.
Kościół został wzniesiony w 1890 na potrzeby zboru mennonickiego. W 1945 został przejęty przez Kościół katolicki.
Jest to budowla drewniana, jednonawowa, salowa, konstrukcji zrębowej. Wnętrze belkowe, pokryte płaskim stropem. Prezbiterium nie zostało wydzielone z nawy, jest zamknięte trójbocznie, styka się z małą zakrystią. Podłoga jest drewniana. Nawę poprzedza od frontu kruchta. Fronton zakończony trójkątnym szczytem. Obiekt pokryty dachem jednokalenicowym. W części frontowej umieszczono na nim czworoboczną wieżyczkę z dachem namiotowym z metalową chorągiewką z datą budowy (1890).